# Symphimus
Symphimus — рід змій родини полозових (Colubridae). Представники цього роду мешкають в Мексиці і Центральній Америці.

## Види
Рід Symphimus нараховує 2 види:
- Symphimus leucostomus Cope, 1869
- Symphimus mayae (Gaige, 1936)

## Етимологія
Наукова назва роду Symphimus походить від сполучення слів дав.-гр. συν — разом, спільно і φιμος — морда.